# GEM (坂本龍一のアルバム)
『GEM』（ジェム）は坂本龍一が直接選曲した非売品CD。

## 解説
坂本のベストアルバム『US』『UF』『CM/TV』（いずれも初回盤）の中にある応募券3枚を送るともれなくプレゼントされた。企画当初は5曲の予定だったが最終的には20曲を収録。

## 収録曲
1. コロボックル
  - 作詞：及川恒平／作曲・編曲：坂本龍一

及川恒平のアルバム『海や山の神様たち - ここでも今でもない話 -』に収録。1975年の作品。
2. 川原の飛行場
  - 作詞・作曲：りりィ／編曲：坂本龍一

りりィのアルバム『AUROILA - SO LONG -』に収録。1976年の作品。
3. 歌いましょうひとりで
  - 作詞：富岡多恵子／作曲・編曲：坂本龍一

富岡多恵子のアルバム『物語のようにふるさとは遠い』に収録。1977年の作品。
4. 春風の郵便屋さん
  - 作詞：荒木とよひさ／作曲：三木たかし／編曲：坂本龍一

わらべのシングル『めだかの兄妹（きょうだい）』のB面。A面の「めだかの兄妹」も坂本が編曲。1982年の作品。
5. 恋はルンルン
  - 作詞：仲畑貴志／作曲・編曲：坂本龍一

伊藤つかさのアルバム『さよなら こんにちは』に収録。1982年の作品。
6. くちびるNetwork
  - 作詞：松田聖子／作曲：坂本龍一／編曲：かしぶち哲郎

岡田有希子のアルバム『ヴィーナス誕生』に収録。シングルカットされた「くちびるNetwork」はCMのキャンペーンに使われ、オリコンチャート1位を獲得。1986年の作品。
7. Some Small Hope
  - 作曲：坂本龍一、ヴァージニア･アストレイ

ヴァージニア･アストレイのアルバム『Hope in the Darkened Heart』に収録。ボーカルでデヴィッド・シルヴィアンが参加。1986年の作品。
8. M4
  - 作曲：坂本龍一

瀬戸大橋架橋記念館<橋の博物館>で流れるBGM。1988年の作品。
9. 草原情歌
  - 作曲：中国民謡

熊谷登喜夫の限定作成CD『Tokio Kumagai』に収録。二胡は姜建華（ジャン・ジェン・ホア）が演奏。1989年の作品。
10. M1
  - 作曲：坂本龍一

マウリッツ・エッシャーのだまし絵をナムジュン・パイクがコンピュータグラフィックスで映像化した『インフィニット エッシャー ワークス オブ M.C.エッシャー』に収録。1990年の作品。
11. M2
  - 作曲：坂本龍一

「M1」と同じ作品に収録。
12. Asian Flowers
  - 作曲：坂本龍一

1991年の作品。
13. Paralympics - Short Version w / Piano
  - 作曲：坂本龍一

バルセロナ・オリンピック後のパラリンピックで使われた曲。1992年の作品。
14. Haiku FM
  - 作曲：坂本龍一

ジョン・ケージへのトリビュート・アルバム『A Chance Operation - The John Cage Tribute』に収録。1993年の作品。
15. Main Mix チベット・ドキュメント
  - 作曲：坂本龍一

イギリス制作によるチベット人の人権のためのドキュメンタリー映画に収録。1997年の作品。
16. クロニック・ラヴ Remix
  - 作詞：中谷美紀／作曲・編曲：坂本龍一

初CD化されたトラック。ボーカルは中谷美紀。1999年の作品。
17. 映画「御法度」告知音楽
  - 作曲：坂本龍一

大島渚監督作品映画「御法度」の予告編。1999年の作品。
18. Headphone Girl
  - 作曲：坂本龍一

ロンドンのデザイン集団「Tomato」のショートフィルムに収録。2001年の作品。
19. 映画告知音楽『サヨナライツカ』
  - 作曲：坂本龍一

ペンディングになった辻仁成原作の映画予告編。2002年の作品。
20. Loud & Clear
  - 作曲：坂本龍一

2002年の作品。2005年に行われたソロツアーの演奏前に流れていた。